# Liquenificación
El concepto liquenificación (Lichen = gr. para "liquen") describe un engrosamiento de la epidermis con acentuación de los pliegues de la piel secundaria al rascado crónico.
Las causas más frecuentes para una liquenificación son prolongada irritación mecánica, química o inflamación, entre otras cosas, en el marco de eczemas crónicos. Es típica para la neurodermatitis, entre otras enfermedades. En los perros, también puede ser provocada por hipotiroidismo o por un tumor de las células de Sértoli.
- Datos: Q1464121